# Klucziki (obwód nowosybirski)
Klucziki (ros. Ключики) – wieś (sieło) w Rosji, w obwodzie nowosybirskim, w rejonie suzuńskim. W 2010 liczyła 807 mieszkańców.